# Ветар се диже
Ветар се диже (јап. 風立ちぬ) јапански је аниме филм из 2013. Режију и сценарио потписује Хајао Мијазаки, а продукцију Studio Ghibli. Темељи се на манги Ветар се подигао из 2009. коју је написао Мијазаки.
Приказиван је у биоскопима од 20. јула 2013. у Јапану. Добио је позитивне рецензије критичара, иако је изазвао политичке контроверзе у Азији. Био је номинован за неколико награда, међу којима је и Оскар за најбољи анимирани филм.

## Радња
Џиро сања о дизајнирању и летењу предивним моделима авиона, инспирисан радовима италијанског дизајнера Капронија. Кратковидан од детињства, Џиро не може да постане пилот па се учлањује у јапанску инжењерску компанију те постаје најпознатији авио-дизајнер свог доба. Филм прати његов живот те битне догађаје који су обележили то раздбоље: велики земљотрес 1923, велику депресију, епидемију туберколозе, као и Други светски рат.

## Гласовне улоге
| Глумац            | Улога            |
| ----------------- | ---------------- |
| Хидеаки Ано       | Џиро Хорикоши    |
| Миори Такимото    | Нахоко Сатоми    |
| Хидетоши Нишиџима | Киро Хоњо        |
| Масахико Нишимура | Курокава         |
| Стивен Алперт     | Касуторупу       |
| Морио Казама      | Сатоми           |
| Кеико Такешита    | Џирова мајка     |
| Мирај Шида        | Кајо Хорикоши    |
| Џун Кунимура      | Хатори           |
| Шинобу Отаке      | госпођа Курокава |
| Номура Мансај     | Капрони          |